# 石原発言捏造テロップ事件
石原発言捏造テロップ事件（いしはらはつげんねつぞうテロップじけん）は、2003年（平成15年）11月2日に放映されたTBSテレビの報道・情報番組『サンデーモーニング』で、石原慎太郎東京都知事（当時）の韓国併合に関する発言が正反対の意味に改変された上で報道されたとされる事件である。
石原はこれを捏造と主張したが、TBSは意図的な捏造ではないと主張している。

## 事件の経過

### 問題となった放送
2003年（平成15年）10月28日、石原は東京国際フォーラムで開催された「救う会東京」の集会で基調講演を行った際、「私は日韓合併を100%正当化するつもりはない」「彼らの感情からすれば、そりゃやっぱり忌々しいし、屈辱でもありましょう。しかし、どちらかといえば彼らの先祖の責任であってね」と発言した。
ところが、『サンデーモーニング』2003年（平成15年）11月2日の放送では、この発言に「『日韓併合を正当化』石原都知事がまた問題発言」と見出しが付けられ、「私は日韓併合を100%正当化するつもりぁ･･･」と発言の最後の部分が聞き取りづらくなっており（石原の本来の発言は『「私は日韓併合を100%正当化するつもりゃ無いがね･･･』であり、石原はTBSが意図的に聞き取りづらく編集したと主張している。）、その上で「私は日韓併合の歴史を100%正当化するつもりだ」と、全く正反対のテロップを付けて報じられた。その後、朝鮮総聯幹部の抗議のコメントが伝えられ、更に東京都の定例会見での石原の「あまり騒ぎにならなかったな、残念ながら。世間ではやっぱり良識がなってるよ」との発言でVTRが終了した。
辺真一は、「何を言いたいのかわからないですね。過去の問題については韓国よりもむしろ日本の政治家の方がしつこいなって感じしますね。今年でこの某政治家の創氏改名発言は4回目でしょ？　もう私からしますとね、過去を蒸し返すのはもうやめにしましょうと、こう言いたいですね」と発言した。
続いて岸井成格は、「ちょうどこの発言の翌日知事とお会いする機会あってね、いろいろな話しましたけどね。やっぱり、確信犯的ですよね、石原さんこの問題についてはずーっと。ある種戦後日本が教育で歪められて過去のことについていろいろ謝罪して、それを歴史を正しく見ないっていう、いわゆる新しい教科書的な発想。そういう国民世論を変えたいっていう気持ちがものすごいあるんでしょうね。だけどそれが事実かどうかってことが最大の問題なんですから、こういう発言をするたびにね、いろんな問題がぎくしゃくしておかしくなるわけですよね」と発言し、辺と岸井は石原を批判した。

### 11月5日、『ジャスト』で訂正放送
TBSは11月5日午後の情報番組『ジャスト』で、アナウンサーの安住紳一郎が「取材テープの当該発言部分の語尾が聞きづらかったため、番組スタッフが誤解してしまいました」と、2日のサンデーモーニングの放送での誤りを認め、訂正放送を行った。また、「石原都知事をはじめ、視聴者の皆さま、関係者の皆さまにご迷惑をかけたことをおわび申し上げます」との謝罪文をTBS公式ウェブサイトに掲載した。

### 11月9日の釈明放送
翌週の11月9日『サンデーモーニング』で関口宏は「テロップミス」を認めたが、「音声を故意に絞ったり、加工したりした事実はない」と主張し、「全くの初歩的なミスで、石原都知事はじめ視聴者の皆様、関係者の皆様にご迷惑かけたことを深くお詫びいたします」と謝罪した。一方、捏造とされた編集に基づいた都知事批判に対する謝罪はなかった。

### 刑事・民事訴訟
2004年（平成16年）2月9日、石原は「悪質な捏造の意図を感じざるを得ない」として警視庁に名誉棄損で刑事告訴し、受理された。同年12月14日、警視庁刑事部捜査第二課は番組制作にかかわったプロデューサーら4人を名誉毀損容疑で書類送検した。
しかし、2005年（平成17年）3月29日、東京地検は「発言内容を故意にねじ曲げた捏造とは認められない」として4人を嫌疑不十分で不起訴処分とした。
続いて石原は、TBSを相手に8000万円の損害賠償を求める民事訴訟を起こしたが、2006年（平成18年）6月22日に東京地裁で和解が成立。TBSが石原に和解金を支払った。

### 公式サイト
- “和解に関するＴＢＳ記者発表文”. 宣戦布告 NETで配信石原慎太郎. 2007年2月5日時点のオリジナルよりアーカイブ。2020年10月28日閲覧。